# Finnsjön (Åre socken, Jämtland)
Finnsjön är en sjö i Åre kommun i Jämtland och ingår i Indalsälvens huvudavrinningsområde. Sjön har en area på 0,167 kvadratkilometer och ligger 572 meter över havet.

## Delavrinningsområde
Finnsjön ingår i det delavrinningsområde (706810-132769) som SMHI kallar för Utloppet av Finnsjön. Medelhöjden är 602 meter över havet och ytan är 1,29 kvadratkilometer. Det finns inga avrinningsområden uppströms utan avrinningsområdet är högsta punkten. Vattendraget som avvattnar avrinningsområdet har biflödesordning 3, vilket innebär att vattnet flödar genom totalt 3 vattendrag innan det når havet efter 375 kilometer. Avrinningsområdet består mestadels av kalfjäll (80 procent). Avrinningsområdet har 0,17 kvadratkilometer vattenytor vilket ger det en sjöprocent på 12,8 procent.